# واددل (آریزونا)
واددل (به انگلیسی: Waddell) یک منطقهٔ مسکونی در ایالات متحده آمریکا است که در شهرستان مریکوپا، آریزونا واقع شده‌است.